# Nienna
Nienna Plačící je jednou z Valier, královen Valar a sestra Irma a Náma. Počítá se také mezi Aratar a stejně jako Ulmo nemá manžela. Je duchem smutku, avšak takového, který přináší naději, moudrost a sílu ducha. Sídlí v Síních Nienny, které leží na východním okraji Valinoru a její okna hledí daleko za Zdi Noci. Stejně jako Estë i ona nosila šedé roucho.
Olórin, ve Středozemi známý jako Gandalf byl jejím studentem a možná právě díky barvě jejího roucha byl nazván Šedým. 

## Jméno
- v Quenijšině její jméno znamená „Plačící”, nebo též „Ta, která pláče" a pochází z kořene slova „nei" – slza